# Trip Hawkins
William Murray Hawkins III es un empresario estadounidense y fundador de Electronic Arts, The 3DO Company y Digital Chocolate.

## Carrera
Fanático de los juegos de papel y lápiz de Strat-O-Matic Football, Hawkins comenzó su primer negocio cuando era adolescente tratando de crear una versión de imitación. Le pidió prestados US$5,000 a su padre para iniciar la empresa, pero a pesar de anunciar su juego en los programas de juegos de la NFL, el negocio fracasó. Finalmente, Hawkins recibió su primera computadora y se interesó en crear un juego de fútbol digital, sintiendo que permitiría a los jugadores evitar las desafiantes matemáticas del juego que se manejarían internamente. Hawkins diseñó su propia licenciatura en Estrategia y Teoría de Juegos Aplicada en la Universidad de Harvard.

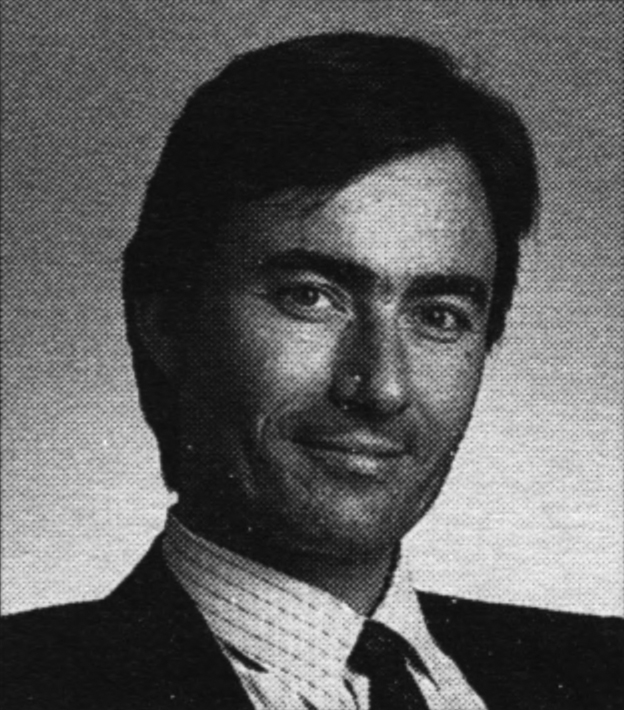
Hawkins en 1987

Alrededor de este tiempo, en 1975 Hawkins estimó que la saturación de las computadoras domésticas tomaría siete años para hacer una carrera viable en el diseño de juegos. Hawkins era el director de estrategia y marketing de Apple Computer en 1982 cuando se fue para fundar Electronic Arts (EA), una distribuidora de videojuegos. Electronic Arts tuvo éxito durante muchos años bajo su liderazgo. Se le atribuye haber encabezado la evolución de la industria de los juegos desde las creaciones simples de una persona hasta los proyectos complejos en equipo durante este tiempo.  Uno de los primeros grandes éxitos de Hawkins fue contratar a John Madden como portavoz y consultor del juego de fútbol de su compañía, que eventualmente conduciría a la popular serie de videojuegos Madden NFL.
En este punto, Electronic Arts era una empresa de software que no quería lidiar con las estrictas políticas de licencias de Nintendo en ese momento. Vio su oportunidad cuando Sega lanzó el Genesis. No queriendo pagar tarifas de licencia, Hawkins contrató a un equipo para realizar ingeniería inversa en el sistema de su compañía para hacer juegos no oficialmente en él. Finalmente, Hawkins reveló sus intenciones a Sega, mientras ofrecía una asociación para combatir a Nintendo diciéndoles: "Pueden demandar, pero hicimos la tecnología justa y tenemos excelentes abogados. Así que conviértanos en un licenciatario oficial. Y dénos una tarifa reducida" Sega, asustado de que Hawkins vendiera su investigación a otras empresas de terceros, estuvo de acuerdo y los convirtió en socio.
Aunque siguió siendo presidente de la junta, Hawkins pasó de EA en 1991 para formar 3DO, una empresa de consolas de videojuegos. Renunció a la junta de EA en julio de 1994. Mientras tanto, 3DO se formó en sociedad con varias otras empresas, incluida EA. Tras su lanzamiento en 1993, 3DO era la consola de videojuegos más poderosa en ese momento. También era caro en el lanzamiento, con un costo inicial de 599 dólares estadounidenses (equivalente a 1.000 dólares en 2019), en comparación con otros sistemas importantes que se venden al por menor por menos de 200 dólares. Las ventas fueron bajas debido a su precio exorbitante y juegos débiles que dependían excesivamente de secuencias de video de movimiento completo (que eran lo último en tecnología para el momento) a expensas de la jugabilidad. Las esperanzas para el sistema se dañaron aún más en 1994 con la llegada de Sony PlayStation y Sega Saturn, las cuales eran más baratas que la 3DO pero tenían hardware más moderno y un soporte de primera mano más fuerte. Si bien reconoce el fracaso de 3DO en el mercado, Next Generation incluyó a Hawkins en sus "75 personas más importantes en la industria de los juegos de 1995", llamándolo "uno de los visionarios del mercado de los juegos".
En 1996, 3DO dejó de desarrollar el sistema y pasó a ser un desarrollador de videojuegos, creando juegos para PlayStation, PC y otras consolas.  Mientras seguía siendo presidente y director ejecutivo de la empresa, Hawkins asumió el papel adicional de director creativo. Hawkins decidió hacer de la marca un enfoque y calendarios de producción de juegos de 6 a 9 meses. Como resultado, la calidad sufrió al igual que las ventas. Hawkins había utilizado reservas de efectivo para rescatar a la empresa en quiebra antes, pero se negó a hacerlo por última vez. Debido a las malas ventas de sus títulos, se declaró en quiebra en mayo de 2003. La extinta empresa vendió la mayor parte de su propiedad intelectual, incluida la franquicia Might and Magic, al editor Ubisoft, mientras que Trip Hawkins conservó la propiedad del hardware y software de la consola 3DO.
A finales de 2003, Hawkins lanzó una nueva empresa de desarrollo de videojuegos llamada Digital Chocolate. La empresa se centró en desarrollar juegos para dispositivos portátiles. Dejó el puesto de CEO en Digital Chocolate en mayo de 2012.
En 2012, Hawkins se unió a la junta directiva de la compañía de tecnología israelí Extreme Reality, que está trabajando en el desarrollo de un software de control de movimiento que puede leer el movimiento de una persona en 3D, pero que solo requiere una cámara 2D.
El 20 de marzo de 2013, NativeX, una plataforma de tecnología de publicidad móvil para juegos, anunció a Trip Hawkins como asesor principal de su junta directiva. Hawkins también se unió al consejo asesor de Skillz, una plataforma móvil de deportes electrónicos, como asesor estratégico en diciembre de 2014.
Su nueva puesta en marcha, If You Can Company, tiene como objetivo fomentar el desarrollo social y emocional (SEL) en los niños, enseñando lecciones de compasión y anti-bullying. Su primer juego, "IF...", utiliza un modelo gratuito y está destinado a profesores y estudiantes en un entorno educativo.
Hawkins vive en Santa Bárbara, California, donde se desempeñó entre 2016 y 2019 como profesor de espíritu empresarial y liderazgo en la Universidad de California en Santa Bárbara.

## Honores
En 2005, Hawkins se convirtió en la octava persona en ingresar al Salón de la Fama de la Academy of Interactive Arts & Sciences.